# Michael Fox (Schauspieler)
Michael Fox (* 27. Februar 1921 in Yonkers; † 1. Juni 1996 in Woodland Hills) war ein US-amerikanischer Schauspieler.

## Leben
Myron Melvin Fox war der Sohn von Jacob Fox, einem in Österreich geborenen Geschäftsmann, und dessen Frau Josephine Berkowitz. Er war das jüngste von vier Kindern und der dritte Sohn. Sein Vater und seine Großeltern mütterlicherseits waren ungarisch-jüdische Einwanderer.
Ursprünglich hatte Fox geplant Geschichtslehrer zu werden, er arbeitete aber nach seiner Schulzeit zunächst als wandernder Eisenbahnarbeiter (engl. boomer) und nahm Anstellungen als Bremser bei verschiedenen Eisenbahngesellschaften an.
Mitte der 1940er Jahre entdeckte er sein Interesse an der Schauspielerei neu – nach ersten Gehversuchen bei Schultheateraufführungen – und es zog ihn nach Südkalifornien.
Bei einer gemeinsamen Aufführung des Theaterstücks Der Dibbuk lernte er seine spätere Ehefrau Hannah Jacobson kennen. Am 26. Januar 1947 lieh er sich während einer Aufführung von The Story of Mary Surratt das Auto seiner Kollegin Dorothy Gish und fuhr mit Hannah zu einem Friedensrichter, der sie zwischen der Matinee und der Abendvorstellung traute. Das Paar hatte zwei Kinder: David und Jennifer.
Fox starb im Alter von 75 Jahren an den Folgen einer Lungenentzündung und wurde auf dem Westwood Village Memorial Park Cemetery beigesetzt.

## Karriere
Ab 1945 lebte Fox in Los Angeles, wo er in mehreren Bühnenstücken mitwirkte und Erfahrungen auf der Bühne sammelte.
Er bekam schließlich eine Rolle in der Dorothy-Gish-Inszenierung The Story of Mary Surratt; das Theater wurde von Lou Smuckler geleitet, dem Schwiegervater von Lee J. Cobb. Die Produktion tourte erfolgreich an der Westküste der Vereinigten Staaten und wechselte im Februar 1947 an den Broadway in New York City.
Nach dem Ende des Engagements – das Stück wurde nach nur wenigen Aufführungen am Broadway abgesetzt – arbeitete Fox zunächst beim Radio in New York, kehrte später aber wieder nach Kalifornien zurück, wo er einen Job in einem Kurzwarengeschäft annahm. Er begann erneut für Theatergruppen vorzusprechen und wurde schließlich Teil der in Los Angeles ansässigen Theatergruppe „Players’ Ring“; in der Gruppe arbeitete er als Schauspieler, aber auch als Regisseur.
Ein Auftritt in der Players-Ring-Produktion von Home of the Brave erregte 1952 die Aufmerksamkeit von Harry Sauber, einem Partner des Filmproduzenten und Exploitation-Moguls Sam Katzman („Jungle Sam“). Fox nahm zu dieser Zeit seinen Künstlernamen Michael Fox an und erhielt seine erste Filmrolle in A Yank in Indo-China.
Weitere Erfahrungen vor der Kamera sammelte er in der vorletzten Folge von Adventures of Superman, in der er den Anführer einer kriminellen Bande spielte, die eine Reihe von Mordversuchen nach dem Vorbild der Stummfilmserie The Perils of Pauline auf verschiedenen Protagonisten der Fernsehserie verübt. Er trat auch in mehreren Folgen des Science Fiction Theatre (1955–1957) auf.
In den folgenden Jahrzehnten folgten Haupt- und Nebenrollen in zahlreichen Filmen und Fernsehserien. Wiederkehrende Fernsehrollen hatte er als Gerichtsmediziner in Perry Mason, als George McLeod in Amos Burke, als Amos Fedders in Falcon Crest sowie ab 1989 als Saul Feinberg in der CBS-Seifenoper Reich und Schön, die er bis zu seinem Tod im Jahr 1996 spielte.
Hinter der Kamera produzierte er Einspieler und Dokumentarfilme für KNBC-TV (Channel 4) aus Los Angeles zu Themen wie Frauenrechte, überfüllte Gefängnisse und Sozialhilfe.
Im deutschen Sprachraum wurde Fox unter anderem von Walter Alich, Alexander Allerson, Uwe Büschken, Niels Clausnitzer, Kaspar Eichel, Dietrich Frauboes, Ernst Fritz Fürbringer, Norbert Gescher, Peter Groeger, Harry Hardt, Klaus Havenstein, Toni Herbert, Claus Holm, Gerd Holtenau, Andreas Hosang, Günther Jerschke, Friedrich Joloff, Horst Keitel, Joachim Kemmer, Erhard Köster, Joachim Konrad, Reinhard Kuhnert, Rolf Marnitz, H. H. Müller, Peter Neusser, Klaus Nietz, Joachim Nottke, Edgar Ott, Heinz Palm, Gerald Paradies, Manfred Petersen, Heinz Petruo, Thomas Reiner, Ricardo Richter, Utz Richter, Franz Rudnick, Peter Schiff, Tilo Schmitz, Jochen Schröder, Karl-Maria Steffens, Jochen Striebeck, Michael Telloke, Peter Thom, Eric Vaessen, Wolfgang Völz und Konrad Wagner synchronisiert.

## Doktor-Fox-Experiment
Fox leistete einen wichtigen Beitrag zur Erziehungswissenschaft, als er in einer Studie – sowie einer Folgestudie – „Dr. Myron L. Fox“ darstellte. Bei dem sozialpsychologischen Experiment hielt er eine ansprechende und ausdrucksstarke Vorlesung, die allerdings keinen bedeutungsvollen Inhalt enthielt; dennoch bewerteten die Zuhörer die Vorlesung genauso gut wie die eines echten Professors. Das Experiment hatte zum Ziel, zu untersuchen, ob und wie die Person des Referenten die Rezeption von Vorträgen beeinflusst; es wird regelmäßig als Kritik an der Gültigkeit von studentischen Bewertungen in der Lehre angeführt. Im englischen Sprachraum wird das Experiment als „Dr. Fox Effect“ bezeichnet.

## Filmografie (Auswahl)

### Film
- 1952: Achtung! Blondinengangster (Without Warning!)
- 1952: The Miraculous Blackhawk: Freedom’s Champion
- 1952: Last Train from Bombay
- 1952: Voodoo Tiger
- 1952: Sein Freund, der Lederstrumpf (The Pathfinder)
- 1953: The Magnetic Monster
- 1953: Die gläserne Mauer (The Glass Wall)
- 1953: Die Schlange vom Nil (Serpent of the Nile)
- 1953: Zaubernächte des Orients (Siren of Bagdad)
- 1953: The Lost Planet
- 1953: Panik in New York (The Beast From 20,000 Fathoms)
- 1953: Run for the Hills
- 1953: Sky Commando
- 1953: The Great Adventures of Captain Kidd
- 1953: Slaves of Babylon
- 1953: Killer Ape
- 1954: R 3 überfällig (Riders to the Stars)
- 1954: Das Zigeunermädchen von Sebastopol (Charge of the Lancers)
- 1954: Der Kuß und das Schwert (The Iron Glove)
- 1954: Gog – Space Station U.S.A. (Gog)
- 1954: Drei dunkle Straßen (Down Three Dark Streets)
- 1954: Heißes Pflaster (Rogue Cop)
- 1954: Schwaches Alibi (Naked Alibi)
- 1954: Riding with Buffalo Bill
- 1954: Gangster, Spieler und ein Sheriff (Masterson of Kansas)
- 1954: Der silberne Kelch (The Silver Chalice)
- 1955: Die Eroberung des Weltalls (Conquest of Space)
- 1955: Adventures of Captain Africa: Mighty Jungle Avenger!
- 1955: Der scharlachrote Rock (The Scarlet Coat)
- 1955: Hollywood-Story
- 1955: Meine Schwester Ellen (My Sister Eileen)
- 1955: Running Wild
- 1956: Cha-Cha-Cha (Cha-Cha-Cha Boom!)
- 1957: Charmant und süß – aber ein Biest (Top Secret Affair)
- 1957: The Girl in the Kremlin
- 1957: The Tijuana Story
- 1957: Großalarm bei FBI (Plunder Road)
- 1957: Kiss Them for Me
- 1958: Planet der toten Seelen (War of the Satellites)
- 1958: Das Raubtier (Machine-Gun Kelly)
- 1958: A Nice Little Bank That Should Be Robbed
- 1958: Mann of Action (Fernsehfilm)
- 1960: Machen wir’s in Liebe (Let's Make Love)
- 1962: Männer, die das Leben lieben (The Interns)
- 1962: Was geschah wirklich mit Baby Jane?
- 1964: Merlin Jones – Der Mann, der zuviel wußte (The Misadventures of Merlin Jones)
- 1964: A Tiger Walks
- 1964: Assistenzärzte (The New Interns)
- 1965: Billie
- 1965: Angel’s Flight
- 1968: Große Lüge Lylah Clare
- 1970: Voodoo Child (The Dunwich Horror)
- 1970: Bloody Mama
- 1971: If Tomorrow Comes (Fernsehfilm)
- 1972: Two for the Money (Fernsehfilm)
- 1972: Wild in the Sky
- 1972: The Judge and Jake Wyler (Fernsehfilm)
- 1974: Die härteste Meile (The Longest Yard)
- 1974: Frankenstein Junior (Young Frankenstein)
- 1986: Quicksilver
- 1986: The Bikini Shop (The Malibu Bikini Shop)
- 1987: Over the Top
- 1989: Skinheads in USA (Skinheads)

### Fernsehen
- 1954: Hopalong Cassidy
- 1954: The Lone Wolf
- 1954: Your Favorite Story
- 1954: Hey Mulligan (The Mickey Rooney Show; Pilot)
- 1954: Mayor of the Town
- 1955: Big Town (auch: Byline Steve Wilson)
- 1955: Geschichten, die der Alltag schrieb (TV Reader’s Digest)
- 1955: My Little Margie
- 1955: The Eddie Cantor Comedy Theater
- 1955: The Man Behind the Badge
- 1955: Warner Brothers Presents (Warner Bros. Presents)
- 1955: Casablanca
- 1955: Celebrity Playhouse
- 1954–1955: I Led 3 Lives (auch: I Led Three Lives)
- 1956: Cavalcade of America
- 1956: Schlitz Playhouse of Stars
- 1955–1956: Science Fiction Theatre
- 1956: The Man Called X
- 1957: Alfred Hitchcock präsentiert
- 1957: Dr. Christian
- 1956–1957: The Ford Television Theatre
- 1957: Undercurrent
- 1957: Meet McGraw
- 1957: The Thin Man
- 1957: Streifenwagen 2150 (Highway Patrol )
- 1957: Official Detective
- 1957: Studio 57
- 1957: Wilder Westen Arizona (Tombstone Territory)
- 1958: Wenn man Millionär wär (The Millionaire)
- 1958: Alarm im Hafen (Harbor Command)
- 1958: Superman – Retter in der Not (Adventures of Superman)
- 1958: The Adventures of Jim Bowie
- 1958: The Walter Winchell File
- 1959: Trackdown
- 1959: Playhouse 90
- 1959: The David Niven Show
- 1959: Josh (Wanted: Dead Or Alive)
- 1959: Der Mann mit der Kamera (Man with a Camera)
- 1959: Grand Jury
- 1960: Dennis, Geschichten eines Lausbuben (Dennis The Menace)
- 1960: June Allyson Show (The DuPont Show with June Allyson)
- 1959–1960: Goodyear Theatre
- 1959–1960: Alcoa Theatre
- 1960: Johnny Ringo (Soft Cargo)
- 1960: Shotgun Slade
- 1959–1960: Richard Diamond, Privatdetektiv (Richard Diamond, Private Detective)
- 1959–1960: Westlich von Santa Fé (The Rifleman)
- 1961: Dante
- 1961: Stagecoach West
- 1961: Miami Undercover
- 1961: Kein Fall für FBI (The Detectives)
- 1961–1962: Polizeirevier 87 (87th Precinct)
- 1962: Unter heißem Himmel (Follow the Sun)
- 1961–1962: Die Unbestechlichen (The Untouchables)
- 1962: General Electric Theater
- 1962: Target: The Corruptors (Target: The Corruptors!)
- 1962: The Law and Mr. Jones
- 1960–1962: The Clear Horizon
- 1962: Empire
- 1963: I’m Dickens, He’s Fenster
- 1961–1963: Heute Abend Dick Powell (The Dick Powell Show)
- 1962–1969: Die Leute von der Shiloh Ranch (The Virginian)
- 1963: Wagon Train
- 1963: Das große Abenteuer (The Great Adventure)
- 1963: Breaking Point
- 1964: Mein Onkel vom Mars (My Favorite Martian)
- 1963–1964: Arrest and Trial
- 1960–1964: Twilight Zone
- 1964: Gauner gegen Gauner
- 1965: Stunde der Entscheidung (Kraft Television Theatre)
- 1963–1965: Amos Burke
- 1957–1966: Perry Mason
- 1965–1966: Privatdetektivin Honey West (Honey West)
- 1965–1969: Big Valley
- 1966: Batman
- 1966: Gefährlicher Alltag (Felony Squad)
- 1966: Die Seaview – In geheimer Mission (Voyage to the Bottom of the Sea)
- 1966: Iron Horse
- 1967: Laredo
- 1966–1967: Verschollen zwischen fremden Welten
- 1967: Das Geheimnis der blauen Tropfen (Captain Nice)
- 1963–1967: Rauchende Colts (Gunsmoke)
- 1967: Er und sie (He & She)
- 1967–1972: Der Chef (Ironside)
- 1967: Judd for the Defense (Judd, for the Defense)
- 1967–1971: Kobra, übernehmen Sie (Mission: Impossible)
- 1968: Einmal sieht man’s – einmal nicht (Now You See It, Now You Don’t)
- 1968: The Flying Nun
- 1968: Der Geist und Mrs. Muir (The Ghost & Mrs. Muir)
- 1968: Verrückter wilder Westen (The Wild Wild West)
- 1969: Seven in Darkness (Fernsehfilm)
- 1969–1970: Ein Käfig voller Helden (Hogan’s Heroes)
- 1970: The Governor & J.J.
- 1970: The Bold Ones: The Senator
- 1971: Nachdenkliche Geschichten (Insight)
- 1971: Doris Day in… (The Doris Day Show)
- 1971: Die Zwei von der Dienststelle (The Partners)
- 1971–1972: Twen-Police (The Mod Squad)
- 1972: O’Hara, U.S. Treasury
- 1972: Temperatures Rising
- 1972: California Cops – Neu im Einsatz (The Rookies)
- 1972: The Bold Ones: The New Doctors
- 1972: Columbo: Etüde in Schwarz (Étude in Black)
- 1973: Columbo: Schach dem Mörder (The Most Dangerous Match)
- 1973: Shaft (Shaft!)
- 1973: Notruf California (Emergency!)
- 1973: Chase
- 1974: Lucas Tanner
- 1974: Der Nachtjäger (Kolchak: The Night Stalker)
- 1974: The Missiles of October (Fernsehfilm)
- 1975: Abenteuer der Landstraße (Movin’ On)
- 1975: Police Story – Immer im Einsatz (Police Story)
- 1975: Detektiv Rockford – Anruf genügt (The Rockford Files)
- 1976: Collision Course (Collision Course: Truman vs. MacArthur)
- 1976: Gemini Man (Miniserie)
- 1976: Reich und Arm 2 (Rich Man, Poor Man Book II)
- 1977: Drei Engel für Charlie (Charlie’s Angels)
- 1979: Fantasy Island
- 1979: Delta House
- 1980–1981: Quincy
- 1981: Buck Rogers
- 1981: Die Supertypen (Concrete Cowboys)
- 1982: Zeit der Sehnsucht (Days of Our Lives)
- 1982: Die Zeitreisenden (Voyagers!)
- 1983: Jack Dempsey – Ein Mann wird zur Legende (Dempsey)
- 1984: Dallas
- 1984: Hunter
- 1985: Knight Rider
- 1985: Chefarzt Dr. Westphall (St. Elsewhere)
- 1985: Simon & Simon
- 1985: Unbekannte Dimensionen (The Twilight Zone)
- 1986: MacGyver
- 1986: Comedy Factory
- 1986–1987: Cagney & Lacey
- 1988–1989: Falcon Crest
- 1988: Zwei und Zwei ist Mord (She Was Marked for Murder)
- 1989: TV 101
- 1989: Nightingales
- 1990: Der Hogan-Clan (Valerie)
- 1990: Polizeibericht (The New Dragnet)
- 1991: Alles total normal – Die Bilderbuchfamilie (True Colors)
- 1992: Seinfeld
- 1993: Ehekriege (Civil Wars)
- 1993: Mord ohne Spuren (Bodies of Evidence)
- 1994: Emergency Room – Die Notaufnahme (ER)
- 1995: New York Cops – NYPD Blue

## Theater (Auswahl)
- Der Dibbuk
- 1947: The Story of Mary Surratt (Henry Miller’s Theatre, Broadway)
- 1952: Home of the Brave (Players Ring, Los Angeles)